# Alessio Curci
Pour les articles homonymes, voir Curci.
Alessio Curci, né le 16 février 2002 à Redange-sur-Attert au Grand-Duché de Luxembourg, est un footballeur international luxembourgeois qui joue au poste d'attaquant au Neftchi Bakou.

## Biographie

### Carrière en club
Né à Redange-sur-Attert au Luxembourg, Alessio Curci est formé dans son pays, avant d'arriver en Belgique, au Standard de Liège et en Allemagne, à l'Eintracht Trier puis au FSV Mayence, où il commence par jouer avec l'équipe réserve,.

### Carrière en sélection
En novembre 2022, Alessio Curci est convoqué pour la première fois avec l'équipe nationale du Luxembourg. Il honore sa première sélection le 17 novembre 2022, lors d'un match amical contre la Hongrie, qui se termine sur un score de parité 2-2, Curci marquant le but de l'égalisation finale,,.